# Plagiohammus nitidus
Plagiohammus nitidus là một loài bọ cánh cứng trong họ Cerambycidae.